# Eremastrella
Eremastrella är ett släkte av lavar. Eremastrella ingår i familjen Psoraceae, ordningen Lecanorales, klassen Lecanoromycetes, divisionen sporsäcksvampar och riket svampar.
|              | Psora                                                                               |
|              |                                                                                     |
|              | Protomicarea                                                                        |
|              |                                                                                     |
|              | Protoblastenia                                                                      |
|              |                                                                                     |
| Eremastrella | \| \| Eremastrella crystallifera \| \| \| \| \| \| Eremastrella montana \| \| \| \| |
|              | \| \| Eremastrella crystallifera \| \| \| \| \| \| Eremastrella montana \| \| \| \| |
|              | Eremastrella crystallifera                                                          |
|              |                                                                                     |
|              | Eremastrella montana                                                                |
|              |                                                                                     |

|  | Eremastrella crystallifera |
|  |                            |
|  | Eremastrella montana       |
|  |                            |